# 오모고촌
오모고촌(面河村)은 에히메현 주요지방에 있던 촌이다.

## 지리
에히메현의 중부에 위치하고 있으며 고치현과 접하고 있다.

## 역사
- 1889년 - 정촌제 시행으로 사이카와촌이 성립하였다.
- 1934년 1월 1일 - 오모고촌으로 개칭되었다.
- 2004년 8월 1일 - 가미우케나군 구마정, 미카와촌, 야나다니촌의 1정 2촌이 합병해 구마코겐정이 되었다.

## 교통

### 도로
- 국도 494호선